# Lijst van staatshoofden van Haïti
Op deze pagina staan alle presidenten, staatshoofden en gekroonde hoofden van Haïti. Tussen 1806 en 1810 was Haïti verdeeld tussen de Staat Haïti (later Koninkrijk Haïti) in het noorden en de Republiek Haïti in het zuiden.

## Staatshoofden van Haïti (1804-heden)

### Gouverneur-Generaal van Haïti (1804)
| Gouverneur-Generaal | Gouverneur-Generaal                                                     | Ambtstermijn                       |
| ------------------- | ----------------------------------------------------------------------- | ---------------------------------- |
|                     | Jean-Jacques Dessalines (1760-1806) (kroonde zichzelf Keizer van Haïti) | 1 januari 1804 - 22 september 1804 |

### Keizer van Haïti (1804-1806)
| Monarch | Monarch                       | Regeringsperiode                    |
| ------- | ----------------------------- | ----------------------------------- |
|         | Jacob I (1760-1806) Jacques I | 22 september 1804 - 17 oktober 1806 |

### Staatshoofd van deStaat Haïti(Noord-Haïti) (1806-1811)
| Staatshoofd | Staatshoofd                                                      | Ambtstermijn                    |
| ----------- | ---------------------------------------------------------------- | ------------------------------- |
|             | Henri Christophe (1767-1820) (kroonde zichzelf Koning van Haïti) | 17 oktober 1806 - 28 maart 1811 |

### Koning van (Noord-)Haïti (1811-1820)
| Monarch | Monarch                       | Regeringsperiode               |
| ------- | ----------------------------- | ------------------------------ |
|         | Hendrik I (1767-1820) Henri I | 28 maart 1811 - 8 oktober 1820 |

### Presidenten van de Republiek Haïti (1806-1849)
| President | President                                                         | Ambtstermijn                    |
| --------- | ----------------------------------------------------------------- | ------------------------------- |
|           | Bruno Blanchet (interim)                                          | 27 januari 1807 - 10 maart 1807 |
|           | Alexandre Pétion (1770–1818)                                      | 10 maart 1807 - 29 maart 1818   |
|           | Jean-Pierre Boyer (1776–1850)                                     | 30 maart 1818 - 13 maart 1843   |
|           | Charles Riviere-Herard (1789–1850)                                | 13 maart 1843 - 2 mei 1844      |
|           | Philippe Guerrier (1757–1845)                                     | 3 mei 1844 - 15 april 1845      |
|           | Jean-Louis Pierrot (1761–1857)                                    | 16 april 1845 - 1 maart 1846    |
|           | Jean-Baptiste Riché (1780-1847)                                   | 1 maart 1846 - 27 februari 1847 |
|           | Faustin Soulouque (1782-1867) (kroonde zichzelf Keizer van Haïti) | 1 maart 1847 - 26 augustus 1849 |

### Keizer van Haïti (1849-1859)
| Monarch | Monarch               | Regeringsperiode                   |
| ------- | --------------------- | ---------------------------------- |
|         | Faustin I (1782-1867) | 26 augustus 1849 - 15 januari 1859 |

### Presidenten van Haïti (1859-heden)
| President | President                                                                              | Ambtstermijn                        |
| --------- | -------------------------------------------------------------------------------------- | ----------------------------------- |
|           | Fabre Geffrard (1806–1878)                                                             | 15 januari 1859 - 13 maart 1867     |
|           | Nissage Saget (1810–1880) (interim)                                                    | 20 maart 1867 - 2 mei 1867          |
|           | Sylvain Salnave (1827–1870)                                                            | 4 mei 1867 - 27 december 1869       |
|           | Nissage Saget (1810–1880)                                                              | 27 december 1869 - 13 mei 1874      |
|           | Raad van Secretarissen van Staat                                                       | 13 mei 1874 - 14 juni 1874          |
|           | Michel Domingue (1813–1877)                                                            | 14 juni 1874 - 15 april 1876        |
|           | Pierre Théoma Boisrond-Canal (1832–1905)                                               | 23 april 1876 - 17 juli 1879        |
|           | Joseph Lamothe (?-1891) (interim)                                                      | 26 juli 1879 - 2 oktober 1879       |
|           | Lysius Salomon (1815–1888)                                                             | 2 oktober 1879 - 10 augustus 1888   |
|           | Pierre Théoma Boisrond-Canal (1832–1905) (interim)                                     | 10 augustus 1888 - 16 oktober 1888  |
|           | François Denys Légitime (1841–1935)                                                    | 16 oktober 1888 - 22 augustus 1889  |
|           | Monpoint Jeune (1830–1905) (interim)                                                   | 23 augustus 1889 - 17 oktober 1889  |
|           | Florvil Hyppolite (1828–1896)                                                          | 17 oktober 1889 - 24 maart 1896     |
|           | Tirésias Simon-Sam (1835–1916)                                                         | 31 maart 1896 - 12 mei 1902         |
|           | Pierre Théoma Boisrond-Canal (1832–1905) (interim)                                     | 26 mei 1902 - 17 december 1902      |
|           | Pierre Nord Alexis (1820–1910)                                                         | 17 december 1902 - 2 december 1908  |
|           | François C. Antoine Simon (1843–1923)                                                  | 6 december 1908 - 3 augustus 1911   |
|           | Cincinnatus Leconte (1854–1912)                                                        | 24 juli 1911 - 8 augustus 1912      |
|           | Tancrède Auguste (1856–1913)                                                           | 8 augustus 1912 - 3 mei 1913        |
|           | Michel Oreste (1859–1918)                                                              | 12 mei 1913 - 27 januari 1914       |
|           | Oreste Zamor (1861–1915)                                                               | 8 februari 1914 - 29 oktober 1914   |
|           | Joseph Davilmar Théodore (1847–1917)                                                   | 6 november 1914 - 22 februari 1915  |
|           | Jean Vilbrun Guillaume Sam (1859–1915)                                                 | 25 februari 1915 - 28 juli 1915     |
|           | Philippe Sudré Dartiguenave (1863–1926)                                                | 12 augustus 1915 - 15 mei 1922      |
|           | Louis Bornó (1865–1942)                                                                | 15 mei 1922 - 15 mei 1930           |
|           | Louis Eugène Roy (1861–1939)                                                           | 15 mei 1930 - 18 november 1930      |
|           | Sténio Vincent (1874–1959)                                                             | 18 november 1930 - 15 mei 1941      |
|           | Élie Lescot (1883–1974)                                                                | 15 mei 1941 - 11 januari 1946       |
|           | Franck Lavaud (1903–1986) (Voorzitter van het Militair Uitvoerend Comité)              | 11 januari 1946 - 16 augustus 1946  |
|           | Dumarsais Estimé (1900–1953)                                                           | 16 augustus 1946 - 10 mei 1950      |
|           | Franck Lavaud (1903–1986) (Voorzitter van de Regeringsjunta)                           | 10 mei 1950 - 6 december 1950       |
|           | Paul Eugène Magloire (1907–2001)                                                       | 6 december 1950 - 12 december 1956  |
|           | Joseph Nemours Pierre-Louis (1900–1966) (interim)                                      | 12 december 1956 - 4 februari 1957  |
|           | Franck Sylvain (1909–1987) (interim)                                                   | 7 februari 1957 - 1 april 1957      |
|           | Uitvoerende Regeringsraad                                                              | 6 april 1957 - 20 mei 1957          |
|           | Daniel Fignolé (1913–1986) (interim)                                                   | 25 mei 1957 - 14 juni 1957          |
|           | Antonio Thrasybule Kebreau (1909–1963) (Voorzitter van de Militaire Raad)              | 14 juni 1957 - 22 oktober 1957      |
|           | François Duvalier (1907–1971)                                                          | 22 oktober 1957 - 21 april 1971     |
|           | Jean-Claude Duvalier (1951–2014)                                                       | 21 april 1971 - 6 februari 1986     |
|           | Henri Namphy (1932 - 2018) (Voorzitter van de Nationale Raad)                          | 6 februari 1986 - 7 februari 1988   |
|           | Leslie Manigat (1930–2014)                                                             | 7 februari 1988 - 20 juni 1988      |
|           | Henri Namphy (1932-2018)                                                               | 20 juni 1988 - 17 september 1988    |
|           | Prosper Avril (1937)                                                                   | 17 september 1988 - 10 maart 1990   |
|           | Herard Abraham (1940)                                                                  | 10 t/m 13 maart 1990                |
|           | Ertha Pascal-Trouillot (1943) (interim)                                                | 13 maart 1990 - 7 februari 1991     |
|           | Jean-Bertrand Aristide (1953)                                                          | 7 februari 1991 - 30 september 1991 |
|           | Raoul Cédras (1949) (Leider van de Militaire Junta)                                    | 30 september 1991 - 8 oktober 1991  |
|           | Joseph Nérette (1924–2007) (interim)                                                   | 8 oktober 1991 - 19 juni 1992       |
|           | Marc Bazin (1932–2010)                                                                 | 19 juni 1992 - 15 juni 1993         |
|           | Jean-Bertrand Aristide (1953)                                                          | 15 juni 1993 - 12 mei 1994          |
|           | Émile Jonassaint (1913–1995) (interim)                                                 | 12 mei 1994 - 12 oktober 1994       |
|           | Jean-Bertrand Aristide (1953)                                                          | 12 oktober 1994 - 7 februari 1996   |
|           | René Préval (1943-2017)                                                                | 7 februari 1996 - 7 februari 2001   |
|           | Jean-Bertrand Aristide (1953)                                                          | 7 februari 2001 - 29 februari 2004  |
|           | Boniface Alexandre (1936-2023) (interim)                                               | 29 februari 2004 - 14 mei 2006      |
|           | René Préval (1943-2017)                                                                | 14 mei 2006 - 14 mei 2011           |
|           | Michel Martelly (1961)                                                                 | 14 mei 2011 - 7 februari 2016       |
|           | Vacant (waargenomen door premier Evans Paul)                                           | 7 t/m 14 februari 2016              |
|           | Jocelerme Privert (1953) (waarnemend)                                                  | 14 februari 2016 - 7 februari 2017  |
|           | Jovenel Moïse (1968–2021)                                                              | 7 februari 2017 - 7 juli 2021       |
|           | Claude Joseph (waarnemend)                                                             | 7 t/m 20 juli 2021                  |
|           | Ariel Henry (1949) (waarnemend)                                                        | 20 juli 2021 - 24 april 2024        |
|           | Overgangspresidentiële Raad (waarnemend)                                               | 25 april 2024 - 30 april 2024       |
|           | Edgard Leblanc Fils (1955) (voorzitter van de Overgangspresidentiële Raad, waarnemend) | 30 april 2024 - 7 oktober 2024      |
|           | Leslie Voltaire (1949) (voorzitter van de Overgangspresidentiële Raad, waarnemend)     | 7 oktober 2024 - heden              |